# Go-Murakami
Go-Murakami (japonsky 後村上天皇, Go-Murakami-tennō, 1328 – 29. března 1368) byl devadesátý sedmý císař Japonska v souladu s tradičním pořadím posloupnosti a vládce Jižního dvora v první polovině období Nanbokučó neboli období soupeřících císařských dvorů. Vládl od 18. září 1339 do 29. března 1368 ze Sumijoši, Ósaky, Jošina, Nary a dalších dočasných míst. 
Princ, jehož osobní jméno (imina) před nástupem na trůn znělo Norijoši (義良) či Norinaga, byl v pořadí sedmým synem 96. císaře Go-Daiga, který jej zplodil s „oblíbenou manželkou svých pozdějších let“ Renši no Fudžiwarou (藤原廉子). Tento panovník ze 14. století byl pojmenován po císaři Murakamim, který vládl v 10. století. Výraz go- (後) se doslovně překládá jako „pozdější“. Go-Murakami tedy může být označován jako „pozdější císař Murakami“. Jelikož se japonské go v některých starších pramenech rovněž překládalo ve významu „ten druhý“, mohl by tento císař být také označován jako Murakami druhý či Murakami II.

## Události za Go-Murakamiho života
Go-Murakami žil v bouřlivých dobách zápasů mezi soupeřícími uchazeči o japonský Chryzantémový trůn.  Boje o následnictví proti sobě postavily strany známé jako Severní a Jižní dvůr. Tento dějinný úsek je rovněž znám jako období Nanbokučó. Poté co císař Go-Daigo v roce 1333 započal restauraci Kenmu, byl tehdy ještě velmi mladý princ Norijoši vyslán po boku císařova věrného samuraje Akiieho Kitabatakeho do města Tagajó v tehdejší provincii Mucu (dnes prefektura Mijagi), aby přiměli samuraje z východu k návratu k poslušnosti císaři a rozprášili zbytky klanu Hódžó. Avšak roku 1335 vypukla vzpoura Takaudžiho Ašikagy a císařské vojsko bylo vysláno, aby se mu postavilo.
V únoru 1336 dobyl Ašikaga krátce Kjóto byl však vzápětí vypuzen vojskem vedeným princem Norijošim a Akiiem Kitabatakem. Zatímco Ašikaga uprchl na Kjúšú, Norijoši s Kitabatakem se vrátili zpět do provincie Mucu. Po vítězné bitvě u Minatogawy 5. července 1336 se Ašikagovi otevřela cesta do Kjóta. Po napadení Tagajó v roce 1337 si Norijoši s Kitabatakem v řadě šarvátek probojovali návrat na západ do Jošina.
V říjnu 1338 byl Norijoši jmenován korunním princem a 18. září 1339 se po smrti svého otce stal 97. japonským císařem. Jeho poradcem se stal spisovatel, šlechtic a rádce pěti císařů Čikafusa Kitabatake.
Roku 1348 napadl samuraj v Ašikagových službách Moronao no Kó město Jošino a císař se přesunul do vesnice Nišijošino v provincii Jamato (dnes součást města Gódžó v prefektuře Nara).  
V roce 1352, po vítězné bitvě u Šičijó Ómiji, v níž císařský velitel Masanori Kusunoki porazil syna Takaudžiho Ašikagy, šóguna Jošiakiru Ašikagu, a získal tak zpět Kjóto, přibyl císař do Otokojamy v provincii Jamaširo. V dubnu téhož roku byli císaři na odpočinku Kógon, Kómjó a Sukó převezeni do Anau, kde se v té době nacházel Jižní dvůr. Avšak během 20 dní se Jošiakira Ašikaga opět zmocnil Kjóta. Císař a jeho družina zůstali uvězněni v Otokojamě, ale během Ašikagova útoku se jim podařilo uprchnout do provincie Kawači. Několik měsíců nato se vrátili do Jošina.
Roku 1361 zaútočili Kijódži Hosokawa a Masanori Kusunoki, kteří se navrátili k poslušnosti vůči Jižnímu dvoru, na Kjóto a na čas ho získali zpět. Jošiakira Ašikaga však zareagoval rychle, a tak museli za necelé tři týdny město opět opustit. Oba velitelé dál pokračovali ve snaze dobýt Kjóto zpět, ale moc Jižního dvora již slábla a po císařově smrti v roce 1368 se Jošiakira Ašikaga chopil pevně otěží moci a trůn se opět přesunul do Sumijoši. 

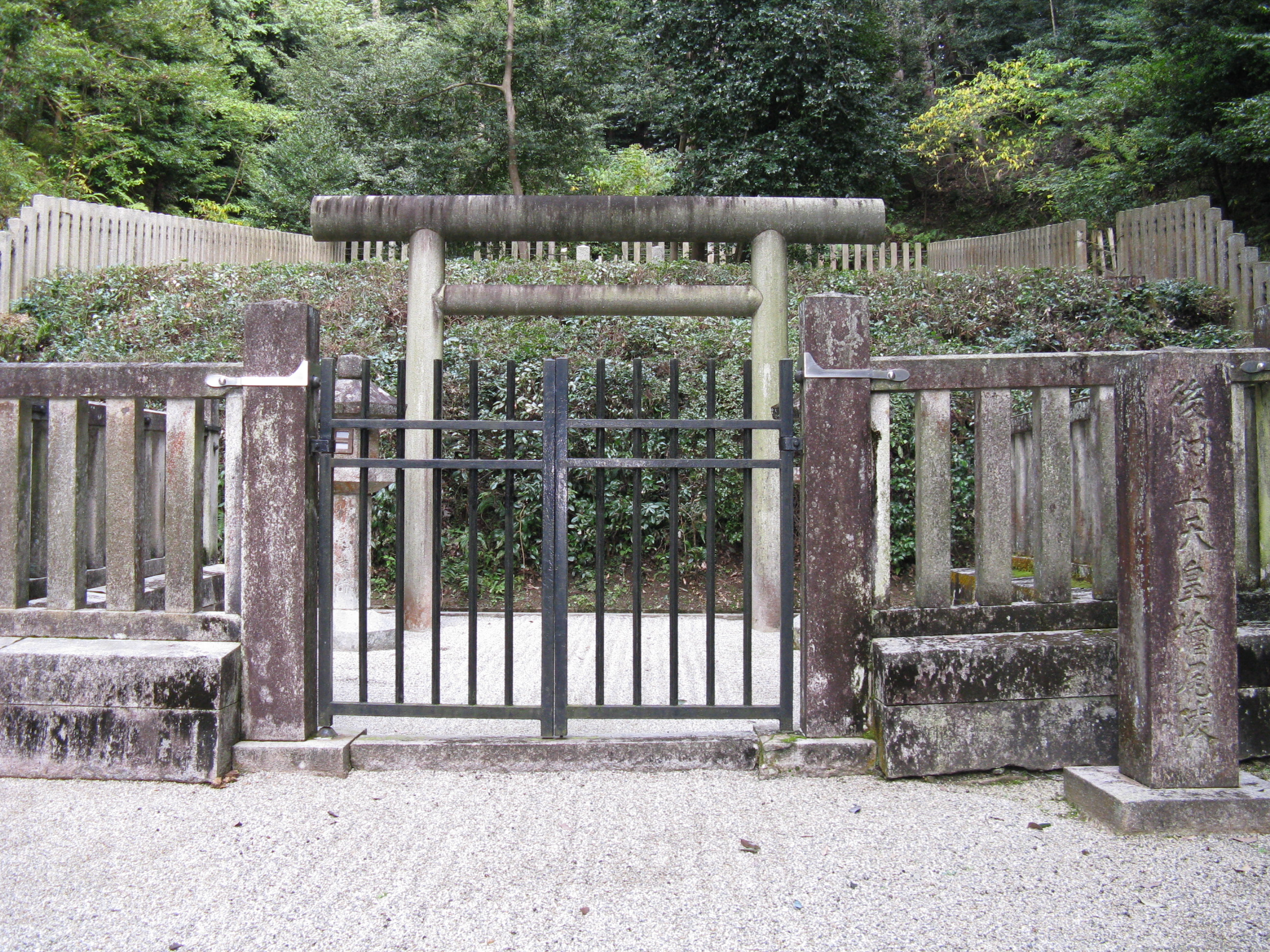
Pamětní šintoistická svatyně a mauzoleum k uctívání císaře Go-Murakamiho

Hrobka císaře Go-Murakamiho je známá jako Hinoo no misasagi (檜尾陵). Nachází se v okrsku chrámu Kanšindži (観心寺) v Kawačinaganu v prefektuře Ósaka.

## Rodina
Císařský princ Norijoši neboli císař Go-Murakami byl sedmým synem císaře Go-Daiga. Měl 5 manželek, s nimiž zplodil 9 dětí, 7 synů a 2 dcery. Jeho prvorozený syn, císařský princ Jutanari (寛成親王), se po jeho smrti stal císařem Čókeiem a jeho druhorozený syn, císařský princ, Hironari (熙成親王), nastoupil na trůn po abdikaci svého bratra jako císař Go-Kamejama.  